# Tamara Likar
Tamara Likar, slovenska alpinistka, * 24. maj 1959, Postojna, † (?) junij 1982, Mangart.
Osnovno šolo in gimnazijo je obiskovala v Novi Gorici, kjer se je po maturi zaposlila pri Ljubljanski banki. Za gore se je navdušila že kot gimnazijka in se vključila v alpinistični odsek pri PD Nova Gorica in poslej veliko časa preživela v avstrijskih, francoskih, italijanskih in švicarskih gorah. Komaj 22-letna je imela za seboj že več kot 200 vzponov, med katerimi je bilo 12 prvenstvenih in mnogo prvih ponovitev. Leta 1978 je edina preživela težko nesrečo na Prisojniku, kjer je snežni plaz zasul četverico slovenskih plezalcev; 1982 pa je bila kot izkušena plezalka in edina ženska izbrana v I. primorsko alpinistično odpravo, ki je istega leta osvojila najvišjo argentinsko goro - 6.960 m visoko Aconcaguo. Po tem uspehu je bila uvrščena v I. žensko odpravo v Pamir, ki naj bi odšla na pot 7. julija 1982. Deset dni pred odhodom, ko je trenirala plezanje v severni steni Malega Koritniškega Mangarta (2.333 m) pa je v nevihtni noči med 26. in 27. junijem zaradi podhladitve skupaj s soplezalcem Pavlom Podgornikom v steni umrla.       